# バリー・シャバカ・ヘンリー
バリー・シャバカ・ヘンリー（Barry Shabaka Henley,  1954年9月15日 - ）は、アメリカ合衆国の俳優である。

## 来歴
1954年、ルイジアナ州ニューオーリンズに生まれる。1988年に『天使が落っことした幸せ/Mr.プープの初恋』の端役で映画デビュー。その後、37歳の時の1991年あたりから本格的に役者活動を開始し始め、テレビドラマ、映画への出演でキャリアを積み重ねた。2004年にはスティーヴン・スピルバーグ監督でトム・ハンクス主演の『ターミナル』で、空港の入国管理局の警備員を演じて注目を集めた。その後もトム・クルーズの『コラテラル』やテレビドラマの映画化作品『マイアミ・バイス』などの話題作へ次々と出演し、アフリカ系アメリカ人の脇役俳優として着実な地位を築き上げた。

## 出演作品

### 映画
- 天使が落っことした幸せ/Mr.プープの初恋 Nincompoop (1988)
- Till Death Us Do Part (1992) ※テレビ映画
- Fear of a Black Hat (1993)
- TINA ティナ What's Love Got to Do with It (1993)
- 愛と呼ばれるもの The Thing Called Love (1993)
- スカウト The Scout (1994)
- ジョニー・デスティニー Destiny Turns on the Radio (1995)
- ロード・オブ・イリュージョン Lord of Illusions (1995)
- 青いドレスの女 Devil in a Blue Dress (1995)
- 悪魔を憐れむ歌 Fallen (1998)
- ブルワース Bulworth (1998)
- ステラが恋に落ちて How Stella Got Her Groove Back (1998)
- ラッシュアワー Rush Hour (1998)
- パッチ・アダムス Patch Adams (1998)
- エディ&マーティンの逃走人生 Life (1999)
- ALI アリ Ali (2001)
- ペイヴメント 静かなる追跡者 Pavement (2002) ※テレビ映画
- マーケット Market (2003)
- ターミナル The Terminal (2004)
- コラテラル Collateral (2004)
- ブルース・イン・ニューヨーク Lackawanna Blues (2005) ※テレビ映画
- フォー・ブラザーズ/狼たちの誓い Four Brothers (2005)
- マイアミ・バイス Miami Vice (2006)
- アリバイ Alibi (2007)
- ホースメン Horsemen (2009)
- 消されたヘッドライン State of Play (2009)
- シティ・オブ・ブラッド Streets of Blood (2009) ※ビデオ作品
- ザ・ドライ・ランド The Dry Land (2010)
- バージニア その町の秘密 Virginia (2010)
- ビッグ・ボーイズ しあわせの鳥を探して The Big Year (2011)
- ゲットバック Stolen (2012)
- Remember Sunday (2013) ※テレビ映画
- Water & Power (2013)
- キャリー Carrie (2013)
- ラッキー Lucky (2017)
- Z Bull ゼット・ブル Office Uprising(2018)

### テレビドラマ
- Clippers (1991)
- ザ・ロイヤル・ファミリー The Royal Family (1991, 1992)
- Roc (1992 - 1994)
- Johnny Bago (1993)
- ER緊急救命室 ER (1994)
- Married with Children (1995)
- NYPDブルー NYPD Blue (1995, 2004)
- Malcolm & Eddie (1996)
- スパークス Sparks (1996)
- Die Gang (1997)
- ブルックリン74分署 Brooklyn South (1998)
- シティ・オブ・エンジェル City of Angels (2000)
- オズ Oz (2001)
- 女検死医ジョーダン Crossing Jordan (2001)
- プロビデンス Providence (2002)
- Robbery Homicide Division (2002 - 2003)
- LAW & ORDER:性犯罪特捜班 Law & Order: Special Victims Unit (2004)
- グレイズ・アナトミー 恋の解剖学 Grey's Anatomy (2005)
- 女検察官アナベス・チェイス Close to Home (2005 - 2006)
- バーバーショップ Barbershop (2005, 2006)
- HEROES Heroes (2007)
- フラッシュフォワード FlashForward (2009 - 2010)
- The Good Guys (2010)
- ライ・トゥ・ミー 嘘は真実を語る Lie to Me (2010)
- ボディ・オブ・プルーフ 死体の証言 Body of Proof (2011)
- リーガルに恋して Fairly Legal (2012)
- Luck (2012)
- Veep (2012)
- シェイムレス 俺たちに恥はない Shameless (2013)
- クレイジーワン ぶっ飛び広告代理店 The Crazy Ones (2013)
- 2cool 4school (2013)
- ベター・コール・ソウル Better Call Saul(2015シーズン1第6話)
- BOSCH/ボッシュ (2017 - 2018)
- エージェント・オブ・シールド (2019)

### テレビアニメ
- Happily Ever After: Fairy Tales for Every Child (1995)
- Duckman: Private Dick/Family Man (1997)

## 参照
1. ↑  “Barry Shabaka Henley Biography”. 2014年7月27日閲覧。